# I Szedol
I Szedol (이세돌, Lee Se-dol) (néha: Yi Se-tol) (1983. március 2. –) dél-koreai 9 danos profi gojátékos.

## Fiatalkora
1983-ban született Dél-Korea egyik délnyugati kis szigetén. Nagyon fiatal korától kezdett gót (koreaiul paduk (baduk)) tanulni az apjától az idősebb testvéreivel együtt. A szigeten élt 9 éves koráig, amikor a Kvon Gapnjong (Kwon Gapryong)-dódzsóba (권갑룡 바둑 도장) ment.
12 éves korában lett profi játékossá. 2000-ben megnyerte az 5. Cshonvon (Chunwon) (천원전) és a 8. Pedalvang (Baedalwang) (배달왕기전) versenyt, ezzel Korea egyik legerősebb játékosává vált.
Figyelemre méltó volt, amikor a Pedalvang (Baedalwang) címvédő mérkőzésén megverte Ju Cshanghjok (Yu Chang-hyeok)ot (유창혁). Ez szenzációs eredménynek számított, mert Ju (Yu)t abban az időben a világ legjobb támadójának tekintették. Ez volt I Szedol (Lee Se-dol) fordulópontja: Ju (Yu) legyőzése önbizalommal töltötte el és elkezdte uralni a koreai go világot.

## Profi pályafutása
32 játszmát nyert meg zsinórban, ez a harmadik legjobb eredmény Koreában. 2000-ben a Korean Baduk Awards-on a legjobb játékosnak választották.
2003-ban, 21 éves korában megnyerte a 16. Fujitsu Kupát, ezzel (a világon legfiatalabbként) elérte a 9 danos szintet.
2009-10-ben kb. másfél évet kihagyott a versenyzésből, részben a Koreai Padukszövetséggel (Hanguk Kivon (Hanguk Giwon), 
한국기원) folytatott korábbi vitái miatt. A kihagyás ellenére amikor 2010-ben visszatért, még erősebbnek tűnt: 2010. április 27-től az év végéig egyetlen partit sem veszített (24 győzelem egymás után, közte 12 nemzetközi bajnokság).

## Az AlphaGo elleni mérkőzése
2016-ban a Google DeepMind kihívta, hogy az általuk kifejlesztett AlphaGo számítógépes goprogram ellen játsszon. Ez a szoftver volt a világon az első, mely profi gomester ellen nyert előnykő nélkül 19×19 mezős táblán: 2015 októberében 5–0-ra legyőzte Fan Huj (Fan Hui) kínai származású 2 danos profi európai bajnokot.
I Szedol (Lee Se-dol) elfogadta a kihívást, az öt játszmából álló mérkőzést 2016. március 9–15. között Szöulban tartották, és élő videostreamen közvetítették. A partikat a kínai goszabályok szerint játszottáák, 7,5 pont komival, 2 óra gondolkodási idővel (+3×60 másodperc bjójomi).
Az AlphaGo összesítésben 4–1-re győzött, ezért a győztesnek felajánlott egy millió dollár jutalmat karitatív szervezeteknek, köztük az UNICEF-nek adományozzák. I Szedol (Lee Se-dol) 150 000 dollárt kapott az öt játszmán való részvételért és további húszezret a győztes negyedik partiért.

## Nagyobb győzelmei
- 2002 Fujitsu Cup (Ju Cshanghjok (Yu Chang-hyeok))
- 2002 LG Refined Oils Cup (Cshö Mjonghun (Choi Myeong-hun), 최명훈 3-1)
- 2003 LG Cup (I Cshangho (Lee Changho), 이창호 3-1)
- 2003 Fujitsu Cup
- 2004 Samsung Cup (Vang Hszi (Wang Xi) 2-0)
- 2005 Toyota Denso Cup (Cshang Hao (Chang Hao) 2-1)
- 2005 Fujitsu Cup (Cshö Csholhan (Choi Cheolhan), 최철한)
- 2006 GS Caltex Cup (Cshö Csholhan (Choi Cheolhan),  3-0)
- 2006 Korean Prices Information Cup (Cshö Vonjong (Choi Wonyong), 최원용 2-0)
- 2007 Toyota Denso Cup (Csó U by 2-1)
- 2007 Korean Prices Information Cup (I Jonggu (Lee Yeong-gu), 이영구 2-1)
- 2007 Kuksu (Jun Dzsunszang (Yun Junsang), 윤준상 3-0)
- 2007 Myeongin (Cso Hanszung (Cho Hanseung), 조한승 3-0)
- 2008 Samsung Cup (Pak Jonghun (Park Yeonghun), 박영훈 2-1)
- 2008 LG Cup (Han Szanghun (Han Sang-hun), 한상훈 2-1)
- 2008 Myeongin (Kang Dongjun (Kang Dongyun), 강동윤 3-1)
- 2009 Samsung Cup (Kung Csie (Kong Jie) 2-0)
- 2009 Kuksu (Mok Csinszok (Mok Jinseok), 목진석 3-1)
- 2010 BCcard Cup World Baduk Championship (Csahng Hao (Chang Hao) 3-0)
- 2010 Korean Prices Information Cup (I Cshangho (Lee Changho) 2-0)
- 2011 Siptan (Kang Juthek (Kang Yu-taek), 강유택 2-1)
- 2011 BCcard Cup World Baduk Championship (Ku Li (Gu Li) 3-2)
- 2011 Chunlan Cup (Hszie Ho (Xie He) 2-1)
- 2012 GS Caltex Cup (Pak Jonghun (Park Yeonghun) 3-2)
- 2012 Samsung Cup (Ku Li (Gu Li) 2-1)
- 2012 Myeongin (Pek Hongszok (Baek Hong-seok), 백홍석 3-2)